# PepsiCo

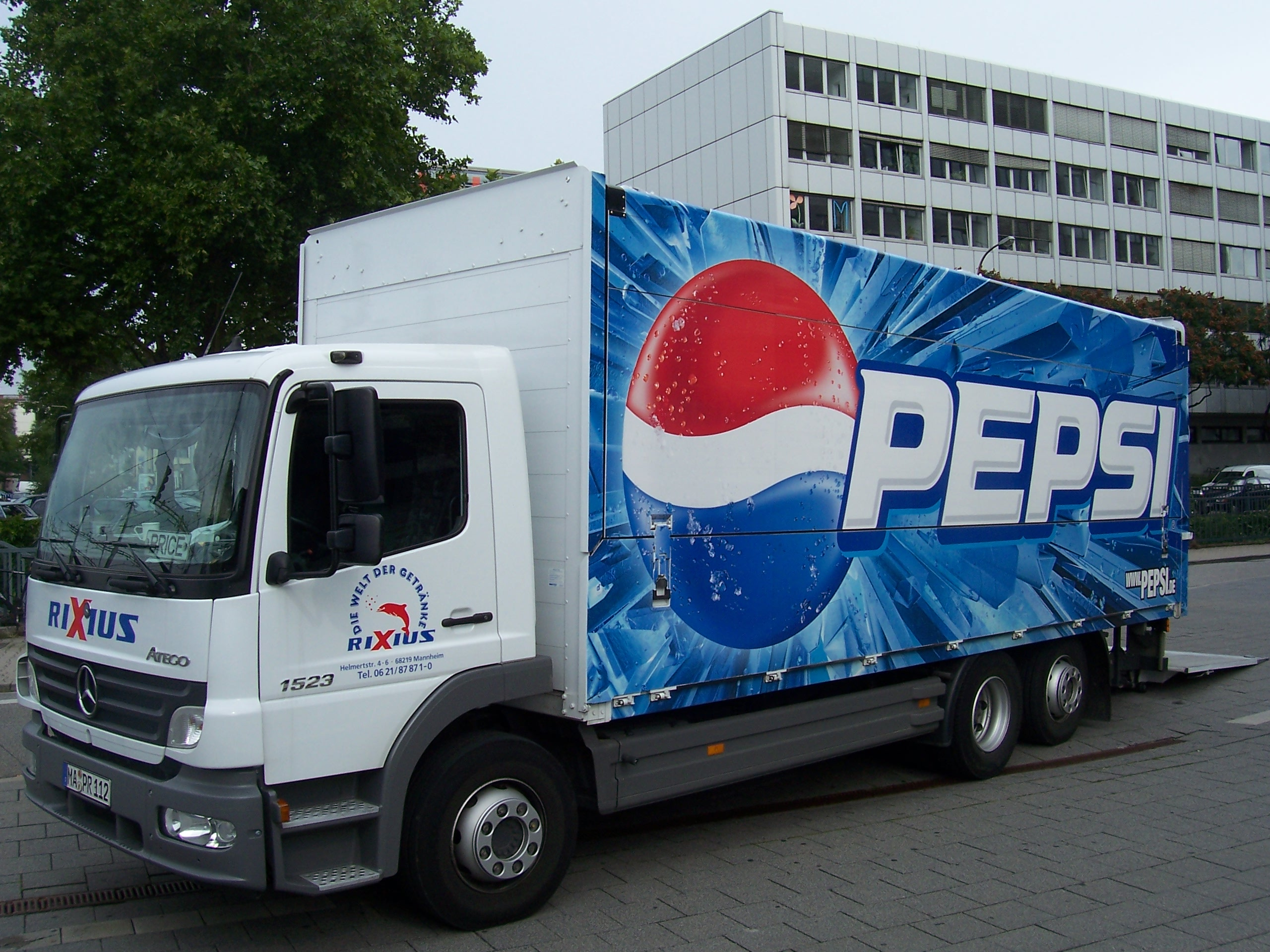
Vrachtwagen met Pepsi-reclame

PepsiCo, Inc. is een multinational op het gebied van voedingsmiddelen en dranken die zijn hoofdvestiging in de Verenigde Staten heeft. Het bedrijf produceert en verkoopt een grote verscheidenheid aan koolzuurdranken en dranken zonder koolzuur. Verder maakt het bedrijf zoutjes, zoetwaren en graansnacks. Het portfolio van PepsiCo omvat naast Pepsi-Cola-merken (inclusief Mountain Dew en 7-Up), Quaker Oats, Gatorade, Frito-Lay, Lay's en Smith's in België en Nederland. 
Het bedrijf dat verantwoordelijk is voor de distributie en het bottelen is het eveneens beursgenoteerde bedrijf Pepsi Bottling Group.

## Activiteiten
PepsiCo is wereldwijd actief op het gebied van voedingsmiddelen en dranken. Het produceert en verkoopt een grote verscheidenheid aan koolzuurdranken en zogenaamde dranken zonder koolzuur. Verder maakt het bedrijf zoutjes, zoetwaren en graansnacks. De verkoop van dranken was zo'n 40% van de totale verkopen in 2023.
De activiteiten zijn geografisch verdeeld over zes bedrijfsonderdelen. In Noord-Amerika zijn er drie aparte bedrijven voor de activiteiten, Frito-Lay, Quaker Foods en PepsiCo Americas Beverages. Voor de overige gebieden maken alle activiteiten deel uit van een regionale groep, zoals Latijns Amerika (exclusief frisdranken), PepsiCo Europe en PepsiCo Asia, Middle East and Africa.
Van de totale omzet wordt iets minder dan 60% in de Verenigde Staten gerealiseerd. In 2022 werd 5% van de omzet gerealiseerd in Rusland. In 2023 telde het bedrijf 318.000 medewerkers waarvan zo’n 134.000 in de VS.

### Resultaten
| Jaar | Omzet           | Nettowinst      | Werknemers |
| Jaar | (× US$ miljard) | (× US$ miljard) | Werknemers |
| ---- | --------------- | --------------- | ---------- |
| 2005 | 32,6            | 4,1             |            |
| 2006 | 35,1            | 5,6             |            |
| 2007 | 39,5            | 5,6             |            |
| 2008 | 43,3            | 5,1             |            |
| 2009 | 43,2            | 5,9             |            |
| 2010 | 57,8            | 6,3             |            |
| 2011 | 66,5            | 6,4             |            |
| 2012 | 65,5            | 6,2             |            |
| 2013 | 66,4            | 6,7             | 274.000    |
| 2014 | 66,7            | 6,5             | 271.000    |
| 2015 | 63,1            | 5,5             | 263.000    |
| 2016 | 62,8            | 6,3             | 264.000    |
| 2017 | 63,5            | 4,9             | 263.000    |
| 2018 | 64,7            | 12,5            | 267.000    |
| 2019 | 67,2            | 7,4             | 267.000    |
| 2020 | 70,4            | 7,2             | 291.000    |
| 2021 | 79,5            | 7,6             | 309.000    |
| 2022 | 86,4            | 8,8             | 315.000    |
| 2023 | 91,5            | 9,1             | 318.000    |

## Geschiedenis
PepsiCo was in 1965 het resultaat van een fusie van Pepsi-Cola en Frito-Lay. Pepsi-Cola werd tegen het einde van de 19e eeuw opgericht door Caleb Bradham. Frito-Lay was weer het resultaat van een fusie in 1961 van Frito Company, opgericht door Elmer Doolin in 1932, en de H. W. Lay Company, gesticht in 1932 door Herman W. Lay. Herman Lay werd de eerste voorzitter en Donald Kendall de eerste CEO. In het fusiejaar had PepsiCo een omzet van US$ 510 miljoen en telde 19.000 medewerkers.
PepsiCo was een van de eerste westerse bedrijven actief in de Sovjet-Unie. In 1959 had president Nikita Chroesjtsjov een Pepsi cola aangeboden gekregen tijdens een expositie in Moskou en 15 jaar later ging PepsiCo frisdrank verkopen in het land. Door een gebrek aan buitenlandse deviezen werd PepsiCo betaald in wodka die het vervolgens op de Amerikaanse markt verkocht. In 1990 tekenden de twee een nieuw contract. PepsiCo kon meer cola afzetten en kreeg in ruil voor 10 jaar het exclusieve recht om de wodka te blijven verkopen en kreeg ook tien zeeschepen als betaling.
Tot 1997 was PepsiCo eigenaar van Kentucky Fried Chicken, Pizza Hut en Taco Bell. Deze fastfoodrestaurants werden verzelfstandigd als Tricon Global Restaurants, dat nu Yum! Brands heet.
PepsiCo deed in december 2000 een overnamebod op Quaker Oats, een producent van ontbijtgranen en frisdranken. Sportdrank Gatorade, dat 40% van de omzet leverde, was het belangrijkste product en verder produceert Quaker pastaproducten en snacks. PepsiCo had er ruim US$ 13 miljard voor over om het bedrijf in handen te krijgen. De overname werd deels voldaan in aandelen PepsiCo en de oud-aandeelhouders van Quaker Oats kregen een belang van 17% in de nieuwe combinatie. PepsiCo had in 1999 een omzet van US$ 18 miljard en een winst van US$ 2,05 miljard. Voor Quaker lag de omzet op US$ 4,7 miljard en de winst was US$ 455 miljoen in 1999.
In 2001 nam PepsiCo een groot belang in het Russische zuivelbedrijf Wimm-Bill-Dann. Met een overnamesom van US$ 3,8 miljard voor 66% van de aandelen was het de grootste buitenlandse investering in het land buiten de energiesector. De overname voegde ongeveer US$ 5 miljard aan omzet toe. Wimm-Bill-Dann werd in 1992 opgericht en kreeg in 2002 een beursnotering. Het bedrijf telde ten tijde van de overname zo’n 16.000 medewerkers.
In 2009 kocht PepsiCo alle aandelen van Pepsi Bottling Group en PepsiAmericas die het nog niet in handen had. PepsiCo had voor het bod minderheidsbelangen in de twee, het had 33% van de aandelen van Pepsi Bottling Group en bezat 43% van PepsiAmericas. Voor de resterende aandelen betaalde PepsiCo bijna US$ 8 miljard.
In 2021 besluit Pepsi de vruchtensappen belangen te verkopen. Merknamen als Tropicana en Naked gaan over naar de Franse private equity investeerder PAI. Pepsi ontvangt US$ 3,3 miljard, een minderheidsbelang van 39% van een nieuw op te zetten joint venture en het alleenrecht om een aantal producten te verkopen in de Verenigde Staten. De jaaromzet die Pepsi realiseerde met deze producten was zo'n US$ 3 miljard op een totaal van US$ 70 miljard. De transactie werd in het eerste kwartaal van 2022 afgerond.

## Producten van PepsiCo

### Frisdranken
- Frappuccino, voor Starbucks
- Manzanita Sol: Pepsi International, opgericht in Mexico
- Mirinda in de smaken sinaasappel, druif, ananas, aardbei en grapefruit. In Turkije onder de naam Yedigün.
- 7Up
- Mountain Dew
- Mr. Green, Sobe
- Mug Cream Soda en Diet Mug Cream Soda
- Mug Root Beer en Diet Mug Root Beer
- Pepsi
- Slice
- Sierra Mist en Diet Sierra Mist
- Starbucks DoubleShot, voor Starbucks
- Tropicana Twister Soda

### Sappen en vruchtensappen
- Dole, juice
- Dole Smoothers
- Hawaiian Punch
- PJs
- SoBe
- SoBe Synergy, Fruit Punch, Grape, Kiwi Strawberry, Lemonade, Mango Orange
- Sunny Delight, "Sunny D" wordt geproduceerd voor Procter & Gamble
- Tropicana, vruchtensappen
- Looza, vruchtensappen en nectars

### Sport- en energiedranken
- AMP
- Gatorade
- SoBe Adrenaline Rush
- SoBe No Fear

### Mineraalwater
- Aquafina
- Aquafina Essentials, verrijkt met vitamine C, multivitamines, calcium en "B-Power"
- Chippewa Spring Water
- FlavorSplash
- Klarbrun, Klarbrunn Pure Drinking Water, Klarbrunn Tropikals en Klarbrunn Sparkling Water. Klarbrun is geen eigendom van PepsiCo, zij bottelen het product.

### Opgeheven producten
- FruitWorks
- Mountain Dew varieties
  - Mountain Dew Baja Blast, exclusief voor Taco Bell
  - Mountain Dew Blue Shock. De formule werd gekocht door Faygo, die het vervolgens op de markt bracht als Moon Mist Blue.
- Pepsivariaties
  - Crystal Pepsi: kleurloze Pepsi 1992 en 1993
  - Pepsi Light: Pepsi met lemonsmaak 1975
  - Pepsi XL, 50% suiker, begonnen in 1995
  - Pepsi Blue: 2002 t/m 2004
- Josta, 1995, met guaraná
- Kona 1997
- Mazagran 1995
- Patio, lijn van dranken 1960-1970
- Slice, lemon-lime 1984
- Smooth Moos 1995
- Storm 1998, opgevolgd door Sierra Mist
- Matika Run, augustus 2001, was een thee/sap alternatief gezoet met rietsuiker en bevatte ginseng.

## Merken van PepsiCo in de Benelux
- Quaker
  - Quaker Cruesli
  - Quaker Energy Mix
  - H-O Havermout
- Dranken en frisdranken
  - Pepsi
  - 7Up
  - Gatorade
  - Tropicana
  - Looza
- Snacks
  - Smiths
    - Lay's

  - Cheetos
  - Doritos
  - Snack a Jacks
  - Duyvis